# アメリカ合衆国の企業一覧
アメリカ合衆国の企業一覧（アメリカがっしゅうこくのきぎょういちらん）は、アメリカ合衆国の企業一覧である。

## インターネット関連
- AMD
- BMCソフトウェア
- CA
- DELL
- EMCコーポレーション
- Facebook
- Google (Alphabet (企業) が持株会社)
- HP Inc.
- IBM
- NVIDIA
- Twitter
- VMware
- Yahoo!
- YouTube (Google子会社)
- Apple
- アドビ
- アナログ・デバイセズ
- アプライド・マテリアルズ
- アルテラ
- インテル
- ウェスタン・デジタル
- オラクル
- オンセール
- クアルコム
- コンバース・テクノロジー
- サンディスク
- シスコシステムズ
- シトリックス・システムズ
- シマンテック
- セールスフォース
- テラデータ
- ネットアップ
- ブロードコム
- ベリサイン
- マイクロソフト
- マイクロン・テクノロジ
- マカフィー
- ライコス
- ライオンブリッジ

## 食事関連
- アウトバック・ステーキハウス
- A&W (ファーストフード)
- ウェンディーズ
- クアアイナ
- クリスピー・クリーム・ドーナツ
- ケンタッキーフライドチキン (ヤム・ブランズ傘下)
- コールド・ストーン・クリーマリー
- ココス
- サブウェイ
- シェイク・シャック
- シェーキーズ
- シズラー
- シナボン
- スターバックス
- タコベル (ヤム・ブランズ傘下)
- タリーズコーヒー
- ダンキンドーナツ
- デニーズ
- ティージーアイ・フライデーズ
- ドミノ・ピザ
- バーガーキング (傘下ブランド： ウェンディーズ、ティムホートンズ)
- ハードロックカフェ
- バスキン・ロビンス
- パンダ・エクスプレス
- ピザハット (ヤム・ブランズ傘下)
- ビッグボーイ
- マクドナルド
- ミスター・ドーナツ
- ヤム・ブランズ
- レッドロブスター
- ロング・ジョン・シルヴァース

## 食べ物など
- A&W (飲料)
- アルトリア
- ウェルチ
- キャンベル
- クアーズ
- クラフトフーヅ
- ケロッグ
- コカコーラ
- コーンアグラ・ブランズ
- デルモンテ・フーズ
- ドミノ・ピザ
- ナビスコ
- ハインツ
- バスキン・ロビンス
- ペプシコ
- ミラー (ビール)
- レイノルズ

## 流通小売関連
- CVS/ファーマシー
- eBay
- FOREVER 21
- GAP
- J.C.ペニー
- UPS
- P&G
- Wet seal
- アーバン・アウトフィッターズ
- アマゾン
- アンダー・アーマー
- ウォルグリーン
- ウォルマート
- オフィス・デポ
- キャロウェイ・ゴルフ
- クローガー
- コーチ
- コストコ
- シアーズ
- シンプソン・パフォーマンス・プロダクツ
- セイフウェイ
- セブン-イレブン
- ターゲット
- タイメックス
- タペストリー (コーチ、ケイトスペード等のファッションブランド)
- チキータ・ブランド
- ティファニー
- ナイキ
- ニューバランス
- ザ・ノース・フェイス
- ノードストローム
- パタゴニア (企業)
- フィリップモリス
- フェデックス
- プロロジス
- ベスト・バイ
- ホームデポ
- ホールフーズ・マーケット
- メイシーズ
- ライト・エイド
- ラルフ・ローレン
- リーバイス
- ロウズ
- ローソン

## 電器製品関連
- iRobot
- Xerox
- アジレント・テクノロジー
- イーストマン・コダック
- ウォーターズコーポレーション
- エナジャイザー
- キヤリア
- ゼネラル・エレクトリック
- ドルビー・ラボラトリーズ
- ファースト・ソーラー
- ボーズ

## 旅行・渡航関連
- アトラス航空
- アメリカン航空
- アラスカ航空
- エクスペディア・グループ
- カーニバル（客船）
- グレイハウンド
- サウスウエスト航空
- ジェットブルー航空
- デルタ航空
- トリップアドバイザー
- ハワイアン航空
- ブッキング・ホールディングス
- プリンセス・クルーズ (カーニバル傘下)
- ユナイテッド航空
- ロイヤル・カリビアン・クルーズ

## 金融関連
- AIG
- CITグループ
- ING
- JPモルガン・チェース
- MKSパートナーズ
- NYSEユーロネクスト
- PayPal
- S&P グローバル
- VISA
- アメリカン・エキスプレス
- アメリカンファミリー生命保険会社 (アフラック)
- イー・トレード
- ウェルズ・ファーゴ
- エーオン
- オールステート
- クーン・ローブ
- ゴールドマン・サックス
- サーベラス
- シグナ保険
- シティコープ証券
- シティバンク
- スティール・パートナーズ
- ステート・ストリート
- ステートストリートバンクアンドトラストカンパニー
- チャールズ・シュワブ
- トラベラーズ
- バークシャー・ハサウェイ
- バンク・オブ・アメリカ
- バンク・オブ・ニューヨーク
- ファニー・メイ
- フィデリティ・インベストメンツ
- ブラックロック
- プルデンシャル・ファイナンシャル
- フレディ・マック
- マーシュ・アンド・マクレナン
- マスターカード
- メットライフ
- メリルリンチ (バンク・オブ・アメリカ子会社)
- モルガン・スタンレー
- ユニオン・バンク・オブ・カリフォルニア
- ローンスター

## 軍事・機械関連
- L-3 コミュニケーションズ
- アーマライト
- インガルス造船所
- ガルフストリーム・エアロスペース
- キャタピラー
- コルト
- ジェネラル・ダイナミクス
- シンガー
- スミス&ウェッソン
- ジョン・ディア
- ナコ マテリアルハンドリング
- ハネウェル
- ブローニング・アームズ
- ベル・ヘリコプター
- ボーイング
- ロッキード・マーティン
- ノースロップ・グラマン
- ユナイテッド・テクノロジーズ
- レイセオン

## 資源関連
- アナダルコ石油 (子会社カー・マギー)
- エクソンモービル
- オクシデンタル・ペトロリウム
- キャメロン (シュルンベルジェ傘下)
- キンダー・モルガン
- コノコフィリップス
- サン石油
- シェブロン
- シュルンベルジェ
- デボン・エネルギー
- ハリバートン
- ベーカー・ヒューズ
- ヘス
- マーフィ石油
- マラソン石油

## 化学関連
- 3M
- PPGインダストリーズ
- P&G
- アーチャー・ダニエルズ・ミッドランド
- エイボン・プロダクツ
- エスティローダー
- オーウェンズ・イリノイ
- オーウェンス・コーニング
- グッドイヤー
- コーニング
- セラニーズ
- ダウ・ケミカル
- デュポン
- モンサント
- ライオンデルケミカル

## 製薬関連
- アストラゼネカ (新型コロナワクチン開発)
- アボット・ラボラトリーズ
- アムジェン
- イーライリリー・アンド・カンパニー
- ギリアド・サイエンシズ (新型コロナワクチン開発中)
- ジョンソン・エンド・ジョンソン
- バクスター
- ファイザー (新型コロナワクチン開発)
- ブリストル・マイヤーズ スクイブ
- マイラン
- メルク・アンド・カンパニー
- モデルナ (新型コロナワクチン開発）

## 輸送機関連
- イートン
- イートンノバ
- カミンズ
- グッドイヤー
- クライスラー (英フィアット・クライスラー・オートモービルズ子会社)
- ケンワース
- ザ・ハーツ・コーポレーション
- ゼネラルモーターズ
- テキストロン
- テスラ
- ハーレーダビッドソン
- ポラリス
  - インディアン
  - ビクトリー
- パッカー
- フォード
- ペンスキー・オートモーティブ
- クリーブランドサイクルワークス
- ベクトリックス
- カリフォルニアスクーター
- エレクトリック・モータースポート
- ゼロ・モーターサイクルズ
- ルシード・モータース
- アルタ・モータース

## メディア関連
- 20世紀フォックス
- 21世紀フォックス
- ABC
- AスカイB
- バイアコムCBS
- CNN
- ディレクTV
- NBCユニバーサル
- ウォルト・ディズニー・カンパニー
- コロムビア映画（SPE傘下）
- コムキャスト
- ターナー
- タイム・ワーナー
- トムソン・ロイター
- ディッシュ・ネットワーク
- ドルビーラボラトリーズ
- ニューズ・コーポレーション
- ニューズ・コミュニケーションズ
- マーベル・エンターテインメント
- メトロ・ゴールドウィン・メイヤー
- パラマウント映画
- ピクサー
- ブルームバーグ (企業)
- マグロウヒル・エデュケーション
- ヤング・アンド・ルビカム
- ランダムハウス（ベルテルスマングループ）
- リバティ・グローバル
- リバティメディア
- ルーカスフィルム
- ロイター通信
- ワーナー・ミュージック

## 玩具・ゲーム関連
- Activision
- THQ
- アタリ
- エレクトロニック・アーツ
- ハズブロ
- マテル
- ロックスター・ゲームス
- マイクロソフト

## 情報通信関連
- AOL
- AT&T
- AT&Tモビリティ
- T-Mobile US
- スプリント
- ベライゾン・コミュニケーションズ
- ベライゾン・ワイヤレス

## コンサルティング・調査関連
- AECOM
- A.T.カーニー
- アーサー・D・リトル
- ガートナー
- スタンダード&プアーズ
- ヒューイット・アソシエイツ
- ベイン・アンド・カンパニー
- ボストン・コンサルティング・グループ
- マーサー・ヒューマン・リソース・コンサルティング
- マッキンゼー・アンド・カンパニー
- ムーディーズ
- モニター・グループ

## 建設
- CB&I
- KBR
- ベクテル

## 鉄道
- CSXトランスポーテーション
- アムトラック (公社)
- ノーフォーク・サザン鉄道
- ユニオン・パシフィック鉄道

## ホテル・リゾート関連
(ほかブランド名)
- MGMリゾーツ・インターナショナル
- インターコンチネンタルホテルズグループ (クラウンプラザ、ホリデイ・イン)
- カールソン・レジドール・ホテルズ
- スーパー8
- スターウッド・ホテル&リゾート (メリディアン)
- チョイスホテルズインターナショナル
- ディズニー
- ハイアットホテルアンドリゾーツ
- ヒルトン (コンラッド)
- ベストウエスタンホテルズ (スーパー 8)
- マリオット・インターナショナル (リッツ・カールトン、ルネッサンス)

## 電力・ガス
- エクセロン
- パシフィック・ガス・アンド・エレクトリック・カンパニー
- リライアント・エナジー

## 製鉄・金属
- kusanoue
- アルコア
- ニューコア
- フリーポート・マクモラン

## その他の業種
- P&G (紙・パルプ)
- ウェアーハウザー (木材)
- ウーバー (配車)
- エイビスレンタカー
- カーギル (商社)
- ハーツレンタカー
- フォーブス
- マッキャンエリクソン (広告)
- ユナイテッド・ヘルス (医療サービス)